# ジョルジュ・J・F・ケーラー
ジョルジュ・ジャン・フランツ・ケーラー（Georges Jean Franz Köhler、1946年4月17日 - 1995年3月1日）はドイツの生物学者。
ミュンヘンで、ドイツ人の父とフランス人の母の間に生まれた。免疫制御機構に関する理論の確立とモノクローナル抗体の作成法の開発により、ニールス・イェルネ及びセーサル・ミルスタインと共に1984年にノーベル生理学・医学賞を受賞した。同年、フライブルク大学の教授に就任した。マックス・プランク免疫生物学研究所の研究員となった。1995年、彼は肺炎により死亡した。

## 受賞歴
- 1981年 ガードナー国際賞
- 1982年 カール・ラントシュタイナー記念賞
- 1984年 アルバート・ラスカー基礎医学研究賞、ノーベル生理学・医学賞